# Auferstanden aus Ruinen
Auferstanden aus Ruinen var DDRs nationalsang. Teksten er skrevet i 1949 af Johannes R. Becher og melodien er komponeret af Hanns Eisler. 

## Tekst
Teksten blev digtet af Johannes R. Becher i året 1949.
| Tysk | Dansk oversættelse |
| --- | --- |
| 1. Auferstanden aus Ruinen und der Zukunft zugewandt, laß uns dir zum Guten dienen, Deutschland, einig Vaterland. Alte Not gilt es zu zwingen, und wir zwingen sie vereint, denn es muß uns doch gelingen, daß die Sonne schön wie nie /: über Deutschland scheint :/                                | 1. Opstået af ruiner og vendt mod fremtiden, lad os tjene dig til det gode, Tyskland, forenet fædreland. Gammel nød skal betvinges, og vi betvinger den forenet, for det må da lykkes os, at solen skøn som aldrig før, /: over Tyskland skinner :/                 |
| 2. Glück und Friede sei beschieden Deutschland, unsrem Vaterland. Alle Welt sehnt sich nach Frieden, reicht den Völkern eure Hand. Wenn wir brüderlich uns einen, schlagen wir des Volkes Feind. Laßt das Licht des Friedens scheinen, daß nie eine Mutter mehr /: ihren Sohn beweint :/             | 2. Må lykke og fred være beskåret Tyskland vores fædreland, hele verden længes efter fred, ræk alle folk jeres hånd. Når vi broderligt os forener, besejrer vi folkets fjende! Lad fredens lys skinne, så at aldrig igen en moder /: sin søn begræder :/            |
| 3. Laßt uns pflügen, laßt uns bauen, lernt und schafft wie nie zuvor, und der eignen Kraft vertrauend, steigt ein frei Geschlecht empor. Deutsche Jugend, bestes Streben unsres Volks in dir vereint, wirst du Deutschlands neues Leben, und die Sonne, schön wie nie /: über Deutschland scheint :/ | 3. Lad os pløje, lad os bygge, lær og skab som aldrig før og stolende på egen kraft, stiger en frigjort slægt frem. Tyske ungdom, vores folks bedste stræben i dig forenet, bliver du Tysklands nye liv, og solen, skøn som aldrig før, /: over Tyskland skinner :/ |